# 蝸牛
蝸牛（かぎゅう、cochlea）とは、内耳にあり聴覚を司る感覚器官である蝸牛管（cochlear duct）が納まっている、側頭骨の空洞である。蝸牛管を指して「蝸牛」と言うこともある。この名は、哺乳類においては蝸牛がカタツムリ（蝸牛）に似た巻貝状の形態をしていることによる。なお、蝸牛はかたつむり管、あるいは渦巻管（うずまきかん）とも呼ばれる。
蝸牛管の内部は、リンパ液で満たされている。鼓膜そして耳小骨を経た振動はこのリンパを介して蝸牛管内部にある基底膜 (basilar membrane) に伝わり、最終的に蝸牛神経を通じて中枢神経に情報を送る。 解剖学的な知見に基づいた蝸牛の仕組みについての説明は19世紀から行われてきたが、蝸牛が硬い殻に覆われているため実験的な検証は困難であった。1980年代ごろよりようやく生体外での実験が本格化したものの、その詳細な機構や機能については依然謎に包まれた部分がある。

## 構造

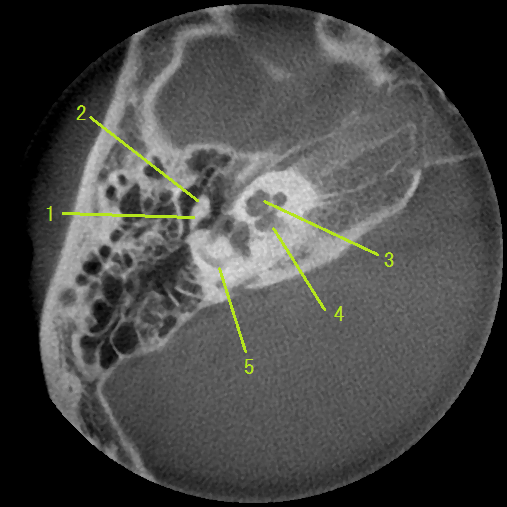
正常な内耳のCT像、3が蝸牛に当たる。

ヒトの蝸牛はおよそ 2 巻半ほどに渦巻いた骨で覆われた閉じた管を形成しており、管を伸ばせば長さはおよそ 3 cm ほど、中耳側の基部の太さはおよそ 2mm ほどである。 蝸牛内部は渦巻く方向に沿って膜で仕切られた 3 つの区画、前庭階 (scala vestibuli)、中央階 (scala media)、鼓室階 (scala tympani) からなっている。 このうち、前庭階と鼓室階は蝸牛管の先端にあたる頂部でつながっており、共に外リンパ (perilymph) で満たされている。 対して、中央階はイオンの能動輸送 (active transport) によってカリウム・イオンに富んだ内リンパ (endolymph) で満たされている。 そのうえ、中央階は外リンパよりも相対的に 80 mV ほど高い電位を保っている。
前庭階の基部には卵円窓（または前庭窓, oval window）という小さな穴があり、これを通じて中耳のあぶみ骨 (stapes) は前庭階の外リンパへと振動を伝えることができる。 対応して一方の鼓室階の基部にも正円窓（または蝸牛窓, round window）と呼ばれる小さな穴が空いており、外リンパが振動で移動することを助けている。

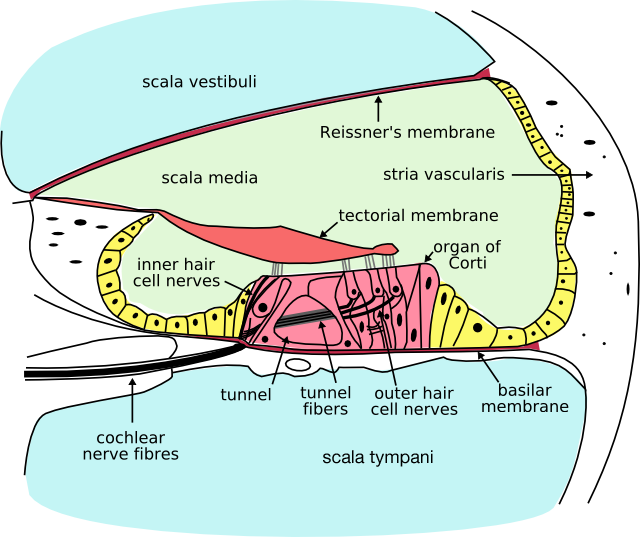
蝸牛の断面の拡大図。蝸牛内を仕切る2つの膜のうち、基底膜の上に2種の有毛細胞を持つコルチ器がある。内有毛細胞と外有毛細胞の働きは対照的である。

中央階と鼓室階を区切る膜が基底膜であり、前庭階と中央階を分ける膜はライスナー膜（Reissner's membrane）と呼ばれる。 基底膜は奥にいくほど幅広くかつ柔軟になっており、基部より頂部の方が 2 桁程曲げやすく、基部から頂部に至るほどより低い音に対応する固有振動数を持つ。 基底膜の中央階側にはコルチ器 (organ of Corti) と呼ばれる繊細で堅牢に構成された小さな器官が整然と配列されている。 コルチ器の上部には内有毛細胞と外有毛細胞と呼ばれる 2 種類の有毛細胞が蝸牛管に沿って規則正しく並んでおり、ヒトでは片耳で内有毛細胞が 3,500 ほど、外有毛細胞が 15,000 から 20,000 ほど存在する。 コルチ器上部には屋根のように蓋膜 (tectorial membrane) が覆いかぶさり有毛細胞それぞれから突き出した不動毛（聴毛, stereocilium）の束の先端と接するような位置にある。
このうち内有毛細胞が振動の情報を神経パルスへと変換する一次感覚受容器である。 蝸牛のラセン状の中心軸である蝸牛軸 (modiolus) には数多くの蝸牛神経節（ラセン神経節、spiral ganglion）があって、内有毛細胞とシナプス結合を形成している。 これらの神経細胞の軸索は蝸牛神経 (cochlear nerve) を形成し延髄と橋にまたがるいくつかの蝸牛核 (cochlear nuclei) へと投射する。 興味深いことに、内有毛細胞より数の上ではるかに勝る外有毛細胞は逆に延髄のオリーブ (olive) から遠心性の神経繊維を受け取っている。

## 機構

### フォン・ベケシの進行波モデル
蝸牛管の機構について説明する最も素朴な見方は、それをピアノの弦のようにみなすことである。 すなわち周波数順に並んだ弦それぞれが入力に応じて共振し神経へと情報を伝えるのだとする。 実際、19 世紀にヘルムホルツは基底膜をそれぞれ異なる固有振動数をもつ繊維の集まりのように表現するモデルを提出していた。
こうした見方は1960年になってハンガリー出身のアメリカの生物物理学者フォン・ベケシ (Georg von Békésy) により流体力学的相互作用を考慮した基底膜を伝わる進行波としてのより精緻なモデルで置き換えられた。 あぶみ骨から蝸牛の基部の液体に伝えられた純音の振動は流体の流れを作り出して基底膜を揺らしながら頂部へ向かって波として伝わる。 この振動は周波数に応じたある距離までしか到達しない。 入力が高い音なら振動はわずかしか伝わらず、低い音なら先端の方まで振動が及ぶ。 この限界の距離の少し前で基底膜の振動は最も大きくなり、異なる音の高さの純音はそれぞれ基底膜の蝸牛管に沿った異なる位置で振動パターンを作り出す。 このモデルではこのパターンが純音の神経反応と対応するとみなされるが、これは各位置に固有振動数を対応づける点ではピアノのモデルと大きくは違わない。

### 内有毛細胞による神経活動への変換
基底膜の振動はその上にあるコルチ器へと伝わり、蓋膜との間の相対的なずれによって内有毛細胞の不動毛の束をごくわずかに曲げることになる。 これによって不動毛の細胞膜にある機械的に動作する特殊なチャネル (TRPA 1) が開閉し内リンパからのカリウムの流入量が制御される。 これは内有毛細胞の膜電位の数 mV ほどの変動をまねく。 さらにこの変動は電位依存性のカルシウム・チャネル (voltage-gated calcium channel) から流入したカルシウム・イオンを通じてシナプス小胞 (synaptic vesicle) の放出をまねき、聴神経へと情報を伝達する。

### 蝸牛増幅器
現在、実際の蝸牛管の機構をうまく表すにはこれ以外にいくつかの非線形 (nonlinear) の効果を無視し得ないことが明らかになっている。 例えば、音圧レベルおよそ 30〜90 dB SPL の 1000 倍の圧力の違いに相当する広い範囲にわたり、基底膜の振動の速度は数倍しか異ならない。 このことは基底膜が線形のフーリエ変換器のようなものではなく、非線形能動フィルターであるとみなさなければならないことを示している。
こうした非線形の機構としては蝸牛増幅器 (cochlear amplifier) とも呼ばれる巧妙なエネルギー散逸を伴う機械的フィードバック回路が考慮されている。 蝸牛は電子工学における再生回路のように働き、この仕組みによってはっきりしていなかった外有毛細胞とコルチ器の機能的役割が明確になった。 外有毛細胞も内有毛細胞と同じく不動毛のずれによって膜電位を変化させるがこれは信号として伝えられるのではなく運動細胞として外有毛細胞自体の長さを変化させている。 これは細胞膜にある電位依存性のタンパク質モーター (motor protein) によるものと考えられ、外有毛細胞のみに密集して存在するプレスチン (prestin) と名付けられたタンパクがそれであろうと考えられている。 外有毛細胞はこれにより最大で 20 kHz 以上もの周波数で振動でき、これは生体内の他の運動細胞よりはるかに高速な動作である。 有毛細胞が実際、基底膜を伝わる進行波の動きを変化させていることは、1991年に初めて実験的に示され、またこの振動によって上の非線型性を説明するモデルが提出されている。
また、液体の相互作用と蝸牛増幅器の効果を考慮した場合、基底膜の振動は隣接する周波数領域を抑制するようにはたらくと推測され、これは周波数の選択性を上げる効果をもつことが示唆されてきた。 一方で動物実験では、音声のような音に対して聴神経が固有振動数が大きく異なっているものでも同じような反応をすることが報告され聴神経がむしろ広い周波数に反応することが示唆されている。 これらの一見矛盾する報告は、蝸牛の役割を純音に対する反応の重ね合わせとして記述できる線形な特性を持つものとしてではなく、音の生物学的に意味のある特徴を適切に選択するような非線形の効果をもつものとして記述せねばならないことを示唆している。

### 耳音響放射
通常、感覚器官とは外界の刺激を受動的に受け取り中枢神経へと伝達するものであるが、蝸牛増幅器の概念はこの見方を覆すものであった。 実際、1978年にイギリスのケンプによって蝸牛が音を受動的に知覚するだけでなく、自ら小さな音をたてていることが明らかとなっていた。 これは何の刺激がないときにも、外部からの刺激への反応としても現れ、耳音響放射 (じおんきょうほうしゃ、otoacoustic emission, OAE) と呼ばれている。 適切な周波数の違いを持つ 2 種の純音を重ね合わせた刺激に対しては、それらとは別の周波数に非線形の効果による反応が表れることも明らかになっており、これは特に新生児に対する聴覚検査として臨床上も有用である。 この耳音響放射も蝸牛増幅器の活動によるものであると考えられている。